# Gendern
Gendern (eingedeutscht von englisch gender „[soziales] Geschlecht“: etwa „Vergeschlechtlichung“ oder „Vergeschlechtlichen“) bezeichnet im allgemeinen Sinne die Berücksichtigung oder Analyse des Geschlechter-Aspekts in Bezug auf eine Grundgesamtheit von Personen oder Daten. Dafür wird alternativ auch der Begriff Gendering verwendet, der nur selten auch auf die Sprache bezogen wird.
Im besonderen Sinne steht der Begriff Gendern im Deutschen für einen geschlechterbewussten Sprachgebrauch, der eine Gleichbehandlung der Geschlechter in der schriftlichen und gesprochenen Sprache zum Ausdruck bringen will. Dabei wird unterschieden zwischen zweigeschlechtlichen, binären Formen und mehrgeschlechtlichen Kurzformen mit Genderzeichen, die neben männlichen und weiblichen auch nichtbinäre, diversgeschlechtliche Personen ansprechen und einbeziehen wollen.

## Gendern in der deutschen Sprache
Gendern bezeichnet in den meisten Fällen den Gebrauch „geschlechtergerechter“ Formulierungen zur sprachlichen Gleichbehandlung der Geschlechter im Deutschen.
Gabriele Diewald und Anja Steinhauer definieren 2019: „Gendern ist […] ein sprachliches Verfahren, um Gleichberechtigung, d. h. die gleiche und faire Behandlung von Frauen und Männern im Sprachgebrauch, zu erreichen. Gendern bedeutet somit die Anwendung geschlechtergerechter Sprache.“
2020 schreiben sie: „Wir verwenden den Ausdruck gendern gleichbedeutend mit ‚Sprache geschlechtergerecht gestalten‘.“
Dies betrifft im Wesentlichen Personenbezeichnungen (Substantive und Pronomen) und ihre geschlechtsspezifische oder genderneutrale Verwendung.

### Formen des Genderns
Um generisch maskuline Bezeichnungsformen (Lehrer im Sinne von „Person, die unterrichtet“) zu umgehen – unter anderem, weil manche diesen Formen Mehrdeutigkeit und damit Missverständlichkeit nachsagen – werden seit den späten 1970er-Jahren zwei Vorgehensweisen gewählt: Sichtbarmachung und Neutralisierung.
- Zur Sichtbarmachung der Geschlechter werden Bezeichnungsformen verwendet, die mit dem Geschlecht der bezeichneten Personen (fachsprachlich: ihrem Sexus) übereinstimmen – dazu bieten sich zweigeschlechtliche und darüber hinausgehende Möglichkeiten:
  - die vollständige Beidnennung (Paarform) bezeichnet Männer und Frauen:
    - zusammenfassend: Lehrerinnen und Lehrer
    - trennend: ein Lehrer oder eine Lehrerin
    - unterscheidend: der Lehrer bzw. die Lehrerin

  - verkürzte Paarformen werden mit orthographischen Hilfszeichen geschrieben:
    - beiordnend mit Schrägstrich, meist abgekürzt mit Ergänzungsstrich oder orthographisch inkorrekt ohne: Lehrer/Lehrerin; Lehrer/-in; Lehrer/in
    - unterordnend mit Klammern, sofern morphologisch möglich: Lehrer(in); Pädagog(inn)en; aber nicht: Ärzt(innen)
    - außerhalb der amtlichen Rechtschreibregel wird auch das Binnen-I verwendet: LehrerIn

  - mehrgeschlechtliche Schreibweisen mit Genderzeichen wurden seit 2003 und verstärkt seit der rechtlichen Einführung der dritten Geschlechtsoption „divers“ 2018 verwendet (siehe auch Liste deutschsprachiger Einrichtungen, die Genderzeichen nutzen oder erlauben), sind aber nicht von den offiziellen Rechtschreibregeln abgedeckt. Im Jahr 2023 bestätigte der Rat für deutsche Rechtschreibung nochmals seine Entscheidungen aus 2018 und 2021, dass Genderzeichen nicht der deutschen Rechtschreibung entsprechen. Zusätzlich wurde dies durch einen neuen Passus im Amtlichen Regelwerk der Rechtschreibung klargestellt („Diese Wortbinnenzeichen gehören nicht zum Kernbestand der deutschen Orthografie. […] Ihre Setzung kann in verschiedenen Fällen zu grammatischen Folgeproblemen führen, die noch nicht geklärt sind.“). Die von dieser Entscheidung betroffenen Formen sind:
    - Gendersternchen: Lehrer*in
    - Gender-Doppelpunkt: Lehrer:in
    - Gender-Gap: Lehrer_in

  - geschlechtsanzeigende Adjektive werden vor allem dann mit einem Substantiv verwendet, wenn eine movierte Form unüblich ist
    - vorangestellt: männliche und weibliche Gäste
    - nachgestellt, vor allem in Stellenausschreibungen symbolisch abgekürzt: Lehrer (M/F); Lehrkraft (m/w/d)
- Zur Neutralisierung werden nur geschlechtlich unbestimmte Personenbezeichnungen und Formulierungen verwendet, die keinen Bezug zum Geschlecht der gemeinten Personen erkennen lassen:
  - geschlechtsneutrale Benennung
    - sexusindifferente Personenbezeichnungen: Lehrperson
    - substantivierte Partizipien oder Adjektive: Lehrende
    - Sachbezeichnungen: Lehrkraft; Lehrpersonal

  - geschlechtsneutrale Umformulierung
    - Umformulierung mithilfe des Adjektivs: lehrend tätig sein
    - Bildung von Relativsätzen: alle, die unterrichten; wer unterrichtet
    - Umschreibung mit dem Passiv: es ist zu beachten
    - direkte Anrede: Ihre Unterschrift:

Ein dritter Weg wird gelegentlich in einem über die Orthographie hinausgehenden Eingriff in das Sprachsystem gesehen. Damit soll entweder sämtliche Movierung abgeschafft werden (z. B. *das Lehrer in frühen Texten von Pusch oder *Lehry beim Entgendern nach Phettberg) oder die generische Funktion der maskulinen Grundform (der Lehrer) wiederhergestellt werden, indem parallel zur feminin-weiblich movierten Form (die Lehrerin) auch eine maskulin-männliche (bspw. *der Lehreran) künstlich geschaffen wird, eventuell außerdem eine explizit diverse wie Hornscheidts *Lehrex oder *dens Lehrens.

### Geschlechter im Deutschen
Gabriele Diewald und Damaris Nübling unterscheiden vier Ebenen des Geschlechts in der Genderlinguistik und kategorisieren diese in inner- und außersprachlich:
Außersprachliches Geschlecht
- Sexus: Das ‚natürliche‘ Geschlecht.[3]:S. 4
  - Das natürliche Geschlecht existiere gewöhnlich in binärer Vorstellung, also in der Unterscheidung zwischen männlich und weiblich.[3]
  - Für darüberhinausgehende Vorstellungen und Ausprägung gebe es im Deutschen bisher kaum Möglichkeiten zur sprachlichen bzw. lexikalischen Realisierung.[3]
- Genderrollen.[3]:S. 4
  - Soziale Konzepte, „wie Frauen und Männer jeweils ‚sind‘, denken, sich verhalten, sich kleiden, was sie konsumieren, beruflich tun etc.“.[3]:S. 5
  - Zwar seien die Rollen konstruiert, deshalb sei es aber irrtümlich anzunehmen, dass diese nicht real seien.[3]

Innersprachliches Geschlecht
- Semantisches Geschlecht: Bedeutung von Sprachzeichen.[3]:S. 4
  - Das semantische Geschlecht meine Wörter oder Ausdrücke (meist Personen- und Tierbezeichnungen), die sich in ihrer Bedeutung auf ein Geschlecht beziehen.[3]:S. 5
  - Das semantische Geschlecht könne vom grammatischen abweichen, z. B. bei „Mädchen“: Das grammatische Geschlecht ist neutral, das semantische feminin.[3]
- Genus: Das grammatische Geschlecht.[3]:S. 4
  - Für sich genommen habe das Genus keine geschlechtliche Bedeutung, was man an Beispielen wie „der Becher“, „die Tasse“ oder „das Glas“ erkennen könne.[3]:S. 5f
  - Allerdings stünden Genus und Sexus bei Personen- und manchen Tierbezeichnungen in einer Korrelation, das heißt in den meisten Fällen stimmen Genus und Sexus überein.[3]:S. 6
    - Abweichungen zwischen Genus und Sexus erklären Diewald und Nübling durch abweichende Genderrollen: Bei „das Weib“, das abwertend für eine Frau verwendet werde, die ihre Genderrolle nicht erfülle und deshalb grammatisch neutralisiert werde oder auch bei „die Memme“ bei Männern, die als ‚unmännlich‘ betrachtet werden und deshalb grammatisch feminisiert würden.[3]

### Genus und Sexus
Peter Eisenberg ist der Ansicht, dass Genus nichts mit Sexus zu tun habe. Er argumentiert unter anderem, dass das Suffix „-er“ zur Bildung von Substantiven aus Verben gebildet werde und die Bedeutung „Träger der vom Verb bezeichneten Handlung“ trage (z. B. dealen und Dealer, laufen und Läufer, lehren und Lehrer). Das zusätzliche Suffix „-in“ führe wie alle nachgestellten Suffixe zu einer spezielleren Bedeutung, nämlich zu „weibliche Trägerin der vom Verb bezeichneten Handlung“. Deshalb sei das Suffix „-er“ eine generelle Bezeichnung, „-in“ hingegen spezifiziere diese.:S. 24f Zudem seien Generika wie das generische Maskulinum sehr zahlreich in Sprachen.:S. 25
Laut Diewald und Nübling wird heute jedoch angenommen, dass Genus nicht vornehmlich zur Unterscheidung von Geschlechtern, sondern „dass diese Funktion sich sekundär (bzw. parasitär) in manchen Bereichen an die Oppositionen der Kategorie Genus angelagert hat“.:S. 14 Es sei jedoch bereits aufgezeigt worden, dass „die Kategorie Genus im Deutschen in vielfacher Weise mit Sexus interagiert und in diesem Sinne zum Transport geschlechtlicher Inhalte genutzt wird“.:S. 15 In der Genderlinguistik bestehe kein Zweifel, dass Genus und Sexus „verschiedene Gegenstände der Beschreibung und Analyse sind“:S. 16, und dennoch gebe es eine enge Verknüpfung.

## Gendern in anderen Sprachen
Auch in anderen Sprachräumen gibt es Bemühungen um eine genderspezifische oder genderneutrale Ausdrucksweise:
Im Spanischen werden beispielsweise die gängigen geschlechtsspezifischen Endungen -a und -o durch ein @-Zeichen zusammengefasst (Beispiel: compañer@s für Mitarbeitende).
Im Englischen werden adressierende Personal- und Possessivpronomen gelegentlich durch das neutrale they/them anstelle eines geschlechtsspezifischen he/his (er/sein), she/her (sie/ihr) oder zur Kennzeichnung einer non-binären Identität verwendet.
Im Französischen wird die gendernde Sprache „inklusive Schreibweise“ genannt. An die Stelle des Gendersternchens tritt hier der Punkt. So wird beispielsweise aus der männlichen Form électeur und der weiblichen électrice die geschlechtsneutrale Form électeur.rice.s für Wähler*innen zusammengesetzt.

## Gründe für und gegen das Gendern
- Siehe: Argumente für das Gendern
- und: Argumente gegen das Gendern